# Ададуров Вадим Валентинович
Вадим Валентинович Ададуров — український історик, доктор історичних наук (2008), завідувач кафедри всесвітньої історії Українського католицького університету у Львові. Досліджує історію Франції, Центрально-Східної Європи та українсько-французьких відносин.

## Біографія
1994 року закінчив історичний факультет Львівського університету.
В 1994—1997 роках навчався на аспірантурі кафедри всесвітньої історії нового і новітнього часу Львівського державного університету ім. Івана Франка. У 1997 р. захистив дисертацію на здобуття наукового ступеня кандидата історичних наук, тема: «Польське питання у французько-австрійських відносинах епохи наполеонівських війн».
У 2002—2003 рр. навчався у П'ятій секції Практичної школи вищих досліджень (Сорбона, Париж), у 2003 р. захистив дисертацію на здобуття наукового ступеня майстра-дослідника, тема: «Релігійна політика Наполеона на теренах колишньої Речі Посполитої (1806—1812 рр.)».
У 2008 р. в Інституті українознавства ім. І. Крип'якевича НАН України захистив дисертацію на здобуття наукового ступеня доктора історичних наук, тема: «„Наполеоніда“ на Сході Європи: уявлення, проекти та діяльність уряду Франції щодо південно-західних окраїн Російської імперії на початку 19 ст.»; науковий консультант: д. і. н, проф. Ярослав Грицак.
У березні 2016 року Вадим Ададуров виявив ознаки плагіату власної монографії в тексті дисертації Володимира Стеценка, за темою «Внесок українського народу у перемогу у Вітчизняній війні 1812 року», виконаної під керівництвом Володимира Борисенка. Практично без змін було скопійовано цілі розділи з книжки «„Наполеоніда“ на Сході Європи». Вчена рада УКУ виступила із заявою про неприпустимість плагіату.

## Монографії
- Історія Франції. Королівська держава та створення нації (від початків до кінця XVIII століття). — Львів: Вид-во УКУ, 2002. — 412 с.
- «Наполеоніда» на Сході Європи: уявлення, проекти та діяльність уряду Франції щодо південно-західних окраїн Російської імперії на початку ХІХ століття. — Львів: Вид-во УКУ, 2007. — 560 с.
- Война цивилизаций. Социокультурная история русского похода Наполеона. Том 1: Религия — Язык. — К. : Лаурус, 2017. — 400 с.